# Half Dome
Half Dome är en 1444 m hög granitvägg i östra delen av Yosemitedalen i Yosemite nationalpark i Kalifornien.